# Adbusters
Adbusters (el nombre original es Adbusters Media Foundation) es una organización anticapitalista que lleva  a cabo un ataque a los medios de comunicación y de la filosofía consumista que estos promulgan. Su objetivo es utilizar la publicidad como un medio de comunicación de ideas y compensar así la manipulación que ejerce la publicidad sobre la sociedad.
La organización aparece en 1989, naciendo vinculada a ella una publicación homónima. Fue fundada en Canadá, y sus principales impulsores fueron Kalle Lasn y Bill Schmalz.
Se presenta como un espacio de diálogo y lucha contra el consumismo y el capitalismo, en el que tienen cabida escritores, activistas, estudiantes y demás personas comprometidas con el anticonsumismo.

## Los fundadores

### Kalle Lasn

Una campaña publicitaria en Bonn pretende concienciar sobre el impacto de los insecticidas en el medio ambiente.

(Estonia, 1942) Es cofundador de la organización Adbusters, editor y director de arte de la revista del mismo nombre. Kalle Lasn también es autor de libros como Sabotaje Cultural: manual de uso, que va en la línea de las ideas defendidas por Adbusters. Trabajó como productor de documentales en la televisión pública canadiense durante veinte años, y fue precisamente allí donde conoció a Bill Schmalz, el otro cofundador de Adbusters.

### Bill Schmalz
Fundó la organización junto a Kalle Lasn. Actualmente no colabora demasiado en la revista, aunque sigue como editor y cofundador. Bill Schmalz se dedica a la fotografía medioambiental con fines de protesta y apoyo a grupos ecologistas. Fue justamente un tema medioambiental el que unió a Lasn y Schmalz para denunciar la situación que se vivía y crear Adbusters.

## La filosofía Adbusters
Un mundo sin McDonald’s o Nike, un mundo donde la gente estresada no tiene un lugar donde tomar un bocado rápido, donde casi nadie conduzca un coche. Un mundo donde la televisión se haya extinguido.

Adbusters es uno de los principales grupos del llamado culture jamming. La plantilla de Adbusters está formada en gran parte por publicistas, de ahí que sus contraanuncios destaquen por la alta calidad del diseño gráfico, y su guerrilla vaya más allá de la acción directa. Unido a este grupo de publicistas también disponen de un equipo de juristas dedicados a demandar a los medios norteamericanos que se niegan a contratar sus anuncios, lo que sirve para dar más difusión a sus iniciativas.

### La revista
La revista que publican (bajo el mismo nombre que la organización) cuenta con 120.000 ejemplares en circulación. En sus páginas se encuentran artículos que van desde el ataque directo al consumismo a otros relacionados directamente con la forma de vida que promueve la publicidad masiva (obesidad, anorexia o culto al cuerpo).

## Acciones adbusters

### Contraanuncios Adbusters
La contrapublicidad gráfica es el punto fuerte de Adbusters. Respaldados por la plantilla de publicistas son capaces de modificar anuncios y crear otros nuevos con el fin de denunciar prácticas comerciales abusivas o el propio sistema social.

### Campañas Adbusters
- Semana sin tele (1995)
- Día sin compras (1993)
- Navidad sin comprar nada
- Zapatilla Blackspot (2004)
- Anuncio de pantalla en negro durante 20 segundos

## Críticas
En ocasiones se les acusa de hacer publicidad de la contrapublicidad, ya que adopta los recursos propios de la publicidad. También ha sido acusada de emplear las formas de mercado que denuncia, por ejemplo su página web ofrece un amplio catálogo de productos anticonsumo.